# Castello di Montechino
Il castello di Montechino è una fortificazione che si trova a Montechino, frazione del comune italiano di Gropparello, in provincia di Piacenza. Si trova in val Riglio, sulle pendici del monte Occhino, posto a picco sul torrente Riglio.

## Storia
La genesi del castello risale probabilmente al XII secolo, quando rivestiva la funzione di avamposto lungo la valle del torrente Riglio, lungo la quale transitava una variante della via Francigena.
Nel 1441 Bertolino e Cabrino Nicelli ottennero l'investitura sulla contea di Montechino da parte del duca di Milano Filippo Maria Visconti.
In origine di proprietà della famiglia Confalonieri, il castello fu ceduto nel 1492, insieme a diverse terre di sua pertinenza, a Bartolino Nicelli che in seguito, sfruttando l'interessamento di Orlando Lampugnani ottenne l'investitura su Montechino e Rossoreggio e il titolo di conte. Ne luglio 1626 Giovanni Nicelli ottenne la conferma dei diritti feudali sul luogo da parte di Margherita Aldobrandini, che svolgeva la funzione di tutrice del figlio, il duca di Parma e Piacenza Odoardo I Farnese.
In seguito il castello pervenne al ramo di Viustino della famiglia Nicelli, il cui ultimo esponente, il conte Alessandro, scomparve nel 1816 nominando come unica erede la sorella Antonio, che era sposata con il nobile di origine cremonese Pietro De Cesaris, da cui l'edificio passò poi alla nipote Amalia. Il 20 luglio 1842 il castello fu ceduto al signor Giacomo Riva in cambio della somma di 40 000 lire. Il Riva vendette poi l'edificio ai conti Marazzani.
Nel 1944, durante la seconda guerra mondiale il castello, dopo essere stato conquistato dai partigiani, fu sede del Distaccamento «Ursus», parte della Divisione partigiana Val d'Arda.
Nel 1955 l'edificio fu posto in vendita dopo che erano sorte delle diatribe interne alla famiglia Marazzani sui lasciti del conte Filippo; il castello fu così rilevato dall'arciprete di San Polo, monsignor Stefano Fumagalli, che nel 1957 lo cedette a sua volta all'ordinariato delle suore perché fosse utilizzato come ritiro dalle monache di clausura malate.
In seguito l'edificio venne acquisito da un privato che avviò una serie di opere di restauro, mantenendo però intatta la struttura originale.

## Struttura

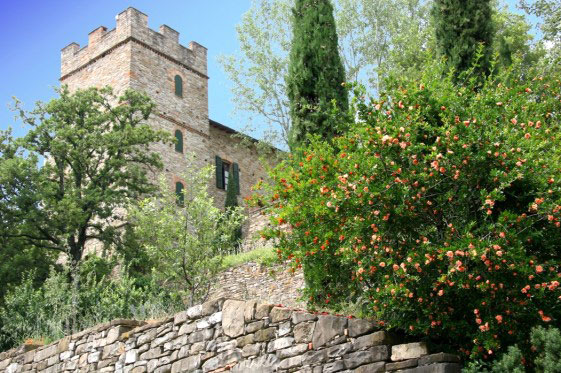
Il torrione

Il castello, costruito in sasso e in ottime condizioni di conservazione, presenta una struttura a due piani con pianta rettangolare ed è dotato di torrioni angolari a pianta quadrata, dei quali uno si presenta sormontato da una merlatura guelfa. Nel frontone dell'edificio sono visibili gli originari incastri del ponte e del ponticello levatoi. All'esterno del castello sono presenti aree di pertinenza, con un parco, delle zone boscate e delle zone coltivate per un'estensione di 27 ha.